# 고려 왕실
고려 왕실은 고려의 왕실로, 성씨는 왕씨이다. 
아래는 고려의 역대 왕들의 계보에 관한 내용이다.

## 건국 이전
- 국조 원덕대왕 ?
- 정화왕후 강씨(진의)
  - 의조 강경대왕 작제건
  - 원창왕후(서해용녀)
    - 세조 위무대왕 륭
    - 위숙왕후 한씨
      - 태조 건

## 건국초기

### 1대.태조
- 태조 신성대왕
- 신혜왕후 유씨 - 유천궁의 딸
- 장화왕후 오씨 - 오다련의 딸
  - 혜종 무
- 신명순성왕태후 유씨 - 유긍달의 딸
  - 태자 태
  - 며느리 - 공주 왕씨(태조의 딸)
  - 정종 요
  - 광종 소
  - 문원대왕 정(제후왕부분 참조)
  - 중통국사
  - 낙랑공주(경순왕과 혼인)
  - 흥방궁주(원장태자와 혼인)
- 신정왕태후 황보씨 - 황보제공의 딸
  - 대종 욱
  - 대목왕후(광종의 딸)
- 신성왕태후 김씨 - 김억렴의 딸
  - 안종 욱
- 정덕왕후 유씨 - 유덕영의 딸
  - 왕위군
  - 인애군
  - 원장태자
  - 며느리 - 흥방궁주
    - 흥방궁대군

  - 조이군
- 헌목대부인 평씨 - 평준의 딸
  - 수명태자
  - 며느리 - 흥덕원부인
    - 흥덕원군

  - 문혜왕후(문원대왕과 혼인)
  - 선의왕후(대종과 혼인)
  - 공주 왕씨(의성부원대군과 혼인)
- 정목부인 왕씨 - 왕경의 딸
- 동양원부인 유씨 - 유금필의 딸
  - 효목태자
    - 개성 왕씨

  - 효은태자
    - 온결공[1] - 동양군파조
- 숙목부인 임씨 - 임명필의 딸
  - 원녕태자
    - 효당태자
- 천안부원부인 임씨 - 임언의 딸
  - 효성태자
  - 며느리 - 공주 왕씨(태조의 딸)
  - 효지태자
- 흥복원부인 홍씨 - 홍규의 딸
  - 태자 직
  - 공주 왕씨(태자 태와 혼인)
- 후대량원부인 이씨 - 이원의 딸
- 대명주원부인 왕씨 - 왕예의 딸
- 광주원부인 왕씨 - 왕규의 딸
- 소광주원부인 왕씨 - 왕규의 딸
  - 광주원군
  - 며느리 - 성무광주원부인 박씨 - 박수경의 딸
- 동산원부인 박씨 - 박영규의 딸
- 예화부인 왕씨 - 왕유의 딸
- 대서원부인 김씨 - 김행파의 딸
- 소서원부인 김씨 - 김행파의 딸
- 서전원부인 ○씨 - ○○○의 딸
- 신주원부인 강씨 - 강기주의 딸
- 월화원부인 ○씨 - ○영장의 딸
- 소황주원부인 ○씨 - ○순행의 딸
- 성무부인 박씨 - 박지윤의 딸
  - 효제태자
  - 효명태자
  - 법등군
  - 자리군
- 의성부원부인 홍씨 - 홍유의 딸
  - 의성부원대군
  - 며느리/딸 - 공주 왕씨(태조의 딸)
- 월경원부인 박씨 - 박수문의 딸
- 몽양원부인 박씨 - 박수경의 딸
- 해량원부인 ○씨 - ○선필의 딸

### 2대.혜종
- 혜종 의공대왕
- 의화왕후 임씨 - 임희의 딸
  - 흥화궁군
  - 경화궁부인(광종과 혼인)
  - 정현공주
- 후광주원부인 왕씨 - 왕규의 딸
- 청주원부인 김씨 - 김긍률의 딸
- 궁인 애이주 - 연예의 딸
  - 태자 제
  - 명혜부인

### 3대.정종
- 정종 문명대왕
- 문공왕후 박씨 - 박영규의 딸
- 문성왕후 박씨 - 박영규의 딸
  - 경춘원군
  - 공주 왕씨(효성태자와 혼인)
- 청주남원부인 김씨 - 김긍률의 딸

### 4대.광종
- 광종 대성대왕
- 대목왕후 황보씨 - 태조의 딸
  - 경종 주
  - 효화태자
  - 천추전부인(문원대왕과 혼인)
  - 보화궁부인
  - 문덕왕후(성종과 혼인)
- 경화궁부인 임씨 - 혜종의 딸
- 현비 김씨 - 김○○의 딸

### 5대.경종
- 경종 헌화대왕
- 헌숙왕후 김씨 - 경순왕의 딸
- 헌의왕후 윤씨 - 문원대왕의 딸
- 천추왕태후 황보씨 - 대종의 딸
  - 목종 송
- 효숙왕태후 황보씨 - 대종의 딸
- 대명궁부인 유씨 - 원장태자의 딸

### 6대.성종
- 성종 문의대왕
- 문덕왕후 유씨 - 광종의 딸
- 문화왕후 김씨 - 김원숭의 딸
  - 원정왕후(현종과 혼인)
- 연창궁부인 최씨 - 최행언의 딸
  - 원화왕후(현종과 혼인)

### 7대.목종
- 목종 선양대왕
- 선정왕후 유씨 - 흥덕원군의 딸
- 요석택 궁인 김씨 - 김○○의 딸

### 8대.현종
- 현종 원문대왕
- 원정왕후 김씨 - 성종의 딸
- 원화왕후 최씨 - 성종의 딸
  - 왕자 수
  - 효정공주
  - 천수전주
- 원성왕후 김씨 - 김은부의 딸
  - 덕종 흠
  - 정종 형
  - 인평왕후(문종과 혼인)
  - 경숙공주
- 원혜왕후 김씨 - 김은부의 딸
  - 문종 휘
  - 정간왕 - 평양공파조
  - 효사왕후(덕종과 혼인)
- 원용왕후 유씨 - 경장태자의 딸
- 원목왕후 서씨 - 서눌의 딸
- 원평왕후 김씨 - 김은부의 딸
  - 효경공주
- 원순숙비 김씨 - 김인위의 딸
  - 경성왕후(덕종의 부인)
- 원질귀비 왕씨 - 왕가도의 딸
- 귀비 유씨 - 유○○의 딸
- 궁인 한씨 - 한인경의 딸
  - 검교태사
  - 며느리 - 부인 유씨
- 궁인 이씨 - 이언술의 딸
- 궁인 박씨 - 박온기의 딸
  - 아지

### 9대.덕종
- 덕종 경강대왕
- 경성왕후 김씨 - 현종의 딸
- 경목현비 왕씨 - 왕가도의 딸
  - 상회공주
- 효사왕후 김씨 - 현종의 딸
- 이씨 - 이품언의 딸
- 유씨 - 유총거의 딸
  - 공주 왕씨(검교태사와 혼인)

### 10대.정종
- 정종 용혜대왕
- 용신왕후 한씨 - 한조의 딸
  - 왕자 형
- 용의왕후 한씨 - 한조의 딸
  - 애상군
  - 낙랑후
  - 개성후
- 용목왕후 이씨 - 이품언의 딸
  - 도애공주
- 용절덕비 김씨 - 김원충의 딸
- 연창궁주 노씨 - 노○○의 딸

### 11대.문종
- 문종 인효대왕
- 인평왕후 김씨 - 현종의 딸
- 인예순덕태후 이씨 - 이자연의 딸
  - 순종 훈
  - 선종 운
  - 숙종 옹
  - 의천 대각국사
  - 상안공
  - 도생승통
  - 금관후
  - 변한후
  - 낙랑후
  - 총혜수좌
  - 적경궁주(진한공과 혼인)
  - 보령궁주(낙랑공과 혼인)
  - 왕녀
- 인경현비 이씨 - 이자연의 딸
  - 양헌왕
  - 부여공
    - 왕기
    - 왕연
    - 문정왕후(예종과 혼인)

  - 진한공
  - 며느리 - 적경궁주
    - 왕면
- 인절현비 이씨 - 이자연의 딸
  - 왕녀
- 인목덕비 김씨 - 김원충
  - 왕녀

## 문벌귀족기

### 12대.순종
- 순종 선혜대왕
- 정의왕후 왕씨 - 정간왕의 딸
- 선의왕후 김씨 - 김양검의 딸
- 장경궁주 이씨 - 이호의 딸

### 13대.선종
- 선종 사효대왕
- 사숙왕후 이씨 - 이석의 딸
  - 헌종 욱
  - 수안택주
  - 공주
- 정신현비 이씨 - 이예의 딸
  - 왕자
  - 왕자
  - 경화왕후(예종과 혼인)
- 원신궁주 이씨 - 이정의 딸
  - 한산후

### 14대.헌종
- 헌종 정비대왕 - (미혼)

### 15대.숙종
- 숙종 명효대왕
- 명의왕태후 유씨
  - 예종 우
  - 상당후
  - 원명국사
  - 대방공
    - 영녕군
      - 소성후

  - 대원공
    - 강양공

  - 제안공
    - 왕장

  - 통의후
    - 경창원주

  - 대령궁주(왕기와 혼인)
  - 흥수궁주(왕정과 혼인)
  - 안수궁주(광평공과 혼인)
  - 복녕궁주(왕언과 혼인)

### 귀법사 적소수좌 현응 묘지명 등장
- 숙종 명효대왕
  - 견성적소수좌

### 16대.예종
- 예종 문효대왕
- 경화왕후 이씨 - 선종의 딸
- 문경왕태후 이씨 - 이자겸의 딸
  - 인종 해
  - 승덕공주(왕기의 딸)
  - 흥경공주(안평공의 딸)
- 문정왕후 왕씨 - 진한공의 딸
- 숙비 최씨 - 최용의 딸
  - 승통
- 궁인 은씨 - 은○○의 딸
  - 광지대선사
- 궁인 안씨 - 향리 안○○의 딸
  - 황녀

### 17대.인종
- 인종 공효대왕
- 폐비 이씨 - 이자겸의 딸
- 폐비 이씨 - 이자겸의 딸
- 공예왕후 임씨 - 임원후의 딸
  - 의종 현
  - 대령후
  - 명종 호
  - 원경국사
  - 신종 탁
  - 승경궁주(왕영과 혼인)
  - 덕녕궁주(왕감과 혼인)
  - 창락궁주(왕성과 혼인)
  - 영화궁주(소성후와 혼인)
- 선평왕후 김씨 - 김선의 딸

## 무신정권

### 18대.의종
- 의종 장효대왕
- 장경왕후 김씨 - 양헌왕의 아들 강릉공의 딸
  - 효령태자
  - 며느리 - 왕씨 부인
    - 태손

  - 경덕궁주(왕평과 혼인)
  - 안정궁주(왕박과 혼인)
  - 화순궁주(왕면과 혼인)
- 장선왕후 최씨 - 최용의 딸
- 궁녀 무비 - ○○○의 딸
  - 왕자
  - 왕자
  - 공주
  - 공주
  - 공주
  - 공주
  - 공주
  - 공주
  - 공주
  - 공주
  - 공주
  - 공주

### 19대.명종
- 명종 광효대왕
- 광정태후 김씨 - 양헌왕의 아들 강릉공의 딸
  - 강종 영
  - 연희궁주(왕진과 혼인)
  - 수안궁주(왕우와 혼인)
- 궁인 ○씨 - ○○○의 딸
  - 왕선사
  - 왕홍기
  - 왕홍추
  - 왕홍규
  - 왕홍균
  - 왕홍각
  - 왕홍이

### 20대.신종
- 신종 정효대왕
- 선정태후 김씨 - 양헌왕의 아들 강릉공의 딸
  - 희종 영
  - 양양공 - 양양공파조
    - 수사공
    - 시안공
      - 정신부주(충렬왕과 혼인)
      - 왕정
      - 서원후

    - 영안공
    - 수사공
    - 김미의 부인

  - 흥덕궁주(왕춘과 혼인)
  - 경녕궁주(왕정과 혼인)

### 21대.희종
- 희종 성효대왕
- 폐태자비 왕씨 - 왕우의 딸
- 성평왕후 임씨 - 왕진,연희궁주의 딸
  - 창원공
  - 시령후
    - 왕굉

  - 경윈공
  - 원정국사
  - 총명국사
  - 안혜왕후(고종과 혼인)
  - 영창공주(왕서와 혼인)
  - 덕창궁주(영과후와 혼인)
  - 가순궁주(왕전과 혼인)
  - 정희궁주(왕희와 혼인)

### 22대.강종
- 강종 원효대왕
- 사평왕후 이씨 - 이의방의 딸
  - 정화택주(최충헌 부인)
- 원덕왕후 유씨 - 왕성의 딸
  - 고종 철
  - 수령궁주 - 왕춘의 딸
- 궁인 ○씨 - ○○○의 딸
  - 소군
  - 소군
  - 소군
  - 소군
  - 소군
  - 소군
  - 소군
  - 소군
  - 소군

### 23대.고종
- 고종 안효대왕
- 안혜태후 유씨 - 희종의 딸
  - 원종 식
  - 영종 간 - 안경공파조
  - 수흥궁주(왕정의 아들 왕전과 혼인)
- 후궁 ○씨
  - 왕녀

## 원간섭기

### 24대.원종
- 원종 순효대왕
- 순경태후 김씨 - 김약선의 딸
  - 충렬왕 거
  - 공주
- 경창궁주 유씨 - 왕전의 딸
  - 시양후
  - 순안공
  - 경안궁주(왕숙와 혼인)
  - 함녕궁주(왕혜와 혼인)
- 궁인 ○씨 - ○○○의 딸
  - 익장

### 25대.충렬왕
- 충렬경효대왕
- 제국대장공주 - 쿠빌라이 칸의 딸
  - 충선왕 장
  - 왕자
  - 공주
- 정신부주 왕씨 - 왕인의 딸
  - 강양공 - 심왕 참조.
  - 정녕원비(왕숙과 혼인)
  - 명순원비(왕현과 혼인)
- 숙창원비 김씨 - 김양감의 딸
- 시비반주 ○씨 - ○○○의 딸
  - 왕서
- 시무비 시씨 - 시○○의 딸
- 후궁 김씨 - 김시열의 딸

### 26대.충선왕
- 충선이지르부카선효대왕
- 계국대장공주 - 쿠빌라이 칸의 증손녀
- 의비 예씨 - 예쉬진의 딸
  - 광릉군
  - 충숙왕 만
- 정비 왕씨 - 왕영의 딸
- 조비 조씨 - 조인규의 딸
  - 수춘옹주(정안부원군과 혼인)
- 순화원비 홍씨 - 홍규의 딸
- 순비 허씨 - 허공의 딸
  - 덕흥군

### 27대.충숙왕
- 충숙아라트나시리의효대왕
- 복국장공주 - 에센테무르의 딸
- 조국장공주 - 에무게무르의 딸
  - 용산원자
- 경화공주 테씨 - 테무르의 딸
- 명덕태후 홍씨 - 홍규의 딸
  - 충혜왕 정
  - 공민왕 전
- 수비 권씨 - 권렴의 딸

### 28대.충혜왕
- 충혜왕부다시리현효대왕
- 덕녕공주 이씨 - 초스발의 딸
  - 충목왕 흔
  - 장녕공주(원 노왕과 혼인)
- 희비 윤씨 - 윤계종의 딸
  - 충정왕 저
- 화비 홍씨 - 홍탁의 딸
- 은천옹주 임씨 - 임신의 딸
  - 왕석기
- 그 외 후궁 98명

### 29대.충목왕
- 충목파드마토르지현효대왕 - (미혼)

### 30대.충정왕
- 충정초스건도르지대왕
  - 왕제 - 시중공파조

## 멸망기

### 31대.공민왕
- 공민바얀테무르경효대왕
- 노국대장공주 - 베이르테무르의 딸
- 혜비 이씨 - 이제현의 딸
- 익비 한씨 - 왕의의 딸
- 신비 염씨 - 염제신의 딸
- 정비 안씨 - 안극인의 딸
- 궁인순정왕후 한씨 - 한준의 딸
- 반야 ○씨 - ○○○의 딸
  - 우왕 모니노

### 32대.우왕
- 우강녕모니노왕
- 근비 이씨 - 이림의 딸
  - 창왕 창
- 영비 최씨 - 최영의 딸
- 의비 노씨 - 노영수의 딸
- 숙비 최씨 - 최천검의 딸
- 안비 강씨 - 강인유의 딸
- 정비 신씨 - 신아의 딸
- 덕비 조씨 - 조영길의 딸
- 선비 왕씨 - 왕흥의 딸
- 현비 안씨 - 안숙로의 딸
- 화순옹주 - ○○○의 딸
- 명순옹주 - ○○○의 딸
- 영선옹주 - ○○○의 딸

### 33대.창왕
- 창윤후폐왕 - (미혼)

### 34대.공양왕
- 공양간성왕
- 순비 노씨 - 노진의 딸
  - 정성군
  - 왕자
  - 정신궁주(단양군과 혼인)
  - 경화궁주(진원군과 혼인)
  - 숙녕궁주(왕집과 혼인)

## 추존왕/비정통왕

### 대종
- 대종 선경대왕
- 선의왕후 유씨 - 태조의 딸
  - 효덕태자
  - 성종 치
  - 경장태자
  - 왕녀
  - 효숙왕태후(경종/안종과 혼인)
  - 천추왕태후(경종과 혼인)

### 안종
- 안종 효의대왕
- 효숙왕태후 - 대종의 딸,경종의 前부인
  - 현종 순
  - 성목장공주

### 영종
- 영종 안경공왕
  - 왕현
    - 왕광

  - 왕청
    - 왕길

### 승화후
- 8대조 현종
- 7대조 정간왕

```
     ㆍ
     ㆍ
     ㆍ
```

- 3대조 왕성
- 2대조 왕원
- 1대조 왕경
  - 승화후
    - 왕환

  - 왕서
  - 왕준
  - 왕정

### 덕흥군
- 덕흥군
- 부인 ○씨

## 제후왕

### 탐라성주
- 1대 고후

```
   ㆍ
   ㆍ
   ㆍ
```

- 12대 고복령

```
   ㆍ
   ㆍ
   ㆍ
```

- 16대 고인조

```
   ㆍ
   ㆍ
   ㆍ
```

- 말대 고봉례

### 1대.낙랑왕(김부)
- 낙랑왕(前 경순왕)
- 낙랑공주 - 태조의 딸
  - 헌숙왕후 김씨(경종과 혼인)

### 2대.실직군왕(김위옹)
- 2대조 낙랑왕
- 1대조 김일선
  - 실직군왕
  - 실직군왕비

### 3대.○○대왕
- 제후왕(미상)

### 4대.필영대왕
- 필영대왕
- 부인(미상)

### 5대.문원대왕
- 문원대왕 정
- 문혜왕후 유씨 - 태조의 딸
  - 천추전군
  - 아지군
  - 헌의왕후 유씨(경종과 혼인)

### 6대.정간왕
- 1대조 현종
- 정간왕
- 부인(미상)
  - 왕진
  - 왕거
  - 왕영
    - 왕정
    - 왕지

  - 정희왕후(순종과 혼인)

### 7대.양헌왕
- 1대조 문종
- 양헌왕
- 양헌왕비
  - 검교태사
  - 광평공
    - 안평공

  - 강릉공
    - 왕영
      - 광릉공

    - 왕작

### 그 후
- 8대 영헌왕
- 9대 인숙왕
- 10대 인혜왕
- 말대 인효왕

## 역대 무신정권
- 연립정권
  - 1대 이고
- 고려정권
  - 1대 이의방
  - 2대 정중부
  - 3대 경대승
  - 4대 이의민
  - 5대 최충헌
  - 6대 최우
  - 7대 최항
  - 8대 최의
  - 문신 류경
  - 9대 김준
  - 10대 임연
  - 11대 임유무
- 기타
  - 1대 조원정
  - 2대 두경승
  - 3대 안경공

## 역대 권지국사
- 고려권지국사
  - 1대 태조
  - 2대 혜종
  - 3대 정종
  - 4대 광종
  - 5대 성종
  - 6대 정종
  - 7대 숙종
  - 8대 우왕
- 조선권지국사
  - 1대 태조
  - 2대 정종
  - 3대 태종
  - 4대 중종
  - 5대 선조
  - 6대 광해군

## 심왕

### 1대.이지르부카왕
- 충선이지르부카선효대왕
- 계국대장공주 - 쿠빌라이 칸의 증손녀
- 의비 예씨 - 예쉬진의 딸
  - 광릉군
  - 충숙왕 만
- 정비 왕씨 - 왕영의 딸
- 조비 조씨 - 조인규의 딸
  - 수춘옹주(정안부원군과 혼인)
- 순화원비 홍씨 - 홍규의 딸
- 순비 허씨 - 허공의 딸
  - 덕흥군

### 2대.올제이투왕
- 3대조 원종
- 2대조 충렬왕
- 1대조 강양공
  - 심양왕
  - 연덕부원대군
  - 단양부원대군
    - 양원군

  - 왕올제이투
    - 강릉대군
    - 토크토아부카왕
    - 왕테그부카
    - 왕위타불화
    - 왕탈탈첩본아

### 3대.토크토아부카왕
- 5대조 원종
- 4대조 충렬왕
- 3대조 강양공
- 2대조 올제이투왕
- 1대조 강릉대군
  - 토크토아부카왕 - (미혼)

## 역대 봉사손
- 귀의군 봉사손
  - 1대 정원부원군[2]
  - 2대 왕우
  - 3대 왕조
- 숭의전 봉사손
  - 1대 왕순례
  - 2대 왕천계
  - 3대 왕적
  - 4대 왕희
  - 5대 왕훈
  - 6대 왕곤
  - ?대 왕성원
  - ?대 왕세빈
  - ?대 왕경효
  - ?대 왕윤동
  - ?대 왕재기
  - ?대 왕사희
  - ?대 왕익수
  - ?대 왕재준
  - ?대 왕재소
  - ?대 왕응종
  - ?대 왕재하
  - ?대 왕회종
  - ?대 왕재형

## 성씨를 바꾼 후손 가문
- 남양 전씨(南陽 田氏)
- 의령 옥씨(宜寧 玉氏)
- 개성 내씨(開城 乃氏)

## 같이 보기
- 고구려 왕실
- 신라 왕실

### 내용주
1. ↑  광종 치세에 잠시 칭제함.
2. ↑  1310년 이전에는 심양왕으로 불렸음.

### 참조주
1. ↑  후손들이 개성 왕씨의 90% 차지한다.
2. ↑  공양왕의 아버지